# Rui Bento
Pour les articles homonymes, voir Silva, Pereira et Bento (homonymie).
Rui Bento, de son nom complet Rui Fernando da Silva Calapez Pereira Bento, est un footballeur et entraîneur portugais né le 14 janvier 1972 à Silves. Il évoluait aux postes de défenseur central et de milieu défensif.

## Biographie
International portugais, il reçoit six sélections équipe nationale.

## Carrière

### En tant que joueur
- 1990-1992 :  Benfica Lisbonne
- 1992-2001 :  Boavista FC
- 2001-2004 :  Sporting Portugal
- 2004-2005 :  Académico de Viseu

### En tant qu'entraîneur
- 2004-2005 :  Académico de Viseu
- 2005 :  FC Barreirense
- 2006-2007 :  FC Penafiel
- 2008-2009 :  Boavista FC
- 2009-2011 :  Portugal - 17 ans
- 2011-2012 :  SC Beira-Mar

## Palmarès

### En club
Avec Boavista :
- Champion du Portugal en  2001
- Vainqueur de la Coupe du Portugal en 1997

Avec le Sporting Portugal :
- Champion du Portugal en  2002
- Vainqueur de la Coupe du Portugal en 2002
- Vainqueur de la Supercoupe du Portugal en 2002

### En sélection
- Vainqueur de la Coupe du monde des moins de 20 ans en 1991
- Finaliste de l'Euro espoirs en 1994
- Quatrième des Jeux olympiques 1996